# Онуфрик Богдан Семенович
Богдан Онуфрик (нар. 15 квітня 1958, Пуків) — український журналіст і політик, Народний депутат України VIII скликання.

## Життєпис
Богдан Онуфрик народився 15 квітня 1958 року в сім'ї Семена і Анни Онуфриків в опільському селі Пуків неподалік Рогатина. Змалку мав хист до письма — ще в шкільні роки друкувався в пресі. Після закінчення місцевої десятирічки вступив на факультет журналістики Львівського державного університету ім. Івана-Франка. Після його закінчення у 1980 році разом з дружиною-однокурсницею Валентиною отримав направлення на Буковину, у Новоселицьку районну газету. Працював кореспондентом, завідувачем відділу, заступником редактора часопису. Через три роки був обраний першим секретарем Новоселицького райкому комсомолу, депутатом районної ради, відтак — секретарем Чернівецького обкому комсомолу.
З 1987 року працював в Чернівецькій обласній державній телерадіокомпанії -  старшим редактором, завідувачем відділу, керівником творчого об'єднання. Започаткував один з перших в Україні «живих» телевізійних хіт-парадів — «Музична драбина», який понад два роки виходив в ефірі Першого національного (УТ-1).
У 1997-му очолив Телерадіокомпанію «НБМ», нині відому як «5 канал». Готував і вів щоденні інформаційно-аналітичні телерадіопрограми. Співпрацював з Українською службою ВВС. В 2000 році став генеральним директором Телерадіокомпанії «Млин», у 2002—2006 роках представляв у Чернівцях Міжнародний Медіа Центр — СТБ.
У 2006 році був запрошений на роботу в Чернівецьку обласну державну адміністрацію. Працював помічником голови, начальником Управління інформації та зв'язків з громадськістю, директором Департаменту суспільних комунікацій. Ініціатор етно-фестивалю "На гостини до Івана", присвяченого режисеру і актору Івану Миколайчуку.  
Восени 2014 року обраний народним депутатом України. Працював в Комітеті з питань свободи слова і інформаційної політики. Громадянською мережею «Опора» був визнаний одним з найефективніших народних депутатів України VIII скликання.

## Нагороди
- 2008 — заслужений журналіст України
- 2008 — почесна відзнака «Буковина»
- 2018 — Почесна грамота Кабінету Міністрів України
- 2018 — почесна відзнака «На славу Буковини»
- 2018 — почесна відзнака «За заслуги перед Буковиною»